# En kvinna under påverkan
En kvinna under påverkan (A Woman Under the Influence) är en amerikansk dramafilm från 1974 i regi av John Cassavetes. I rollerna syntes bland andra Peter Falk och Gena Rowlands. Filmen nominerades till en Oscar för bästa regi.

## Rollista
| Peter Falk           | – Nick Longhetti     |
| Gena Rowlands        | – Mabel Longhetti    |
| Fred Draper          | – George Mortensen   |
| Lady Rowlands        | – Martha Mortensen   |
| Katherine Cassavetes | – Margaret Longhetti |
| Matthew Laborteaux   | – Angelo Longhetti   |
| Matthew Cassel       | – Tony Longhetti     |
| Christina Grisanti   | – Maria Longhetti    |
| O.G. Dunn            | – Garson Cross       |
| Mario Gallo          | – Harold Jensen      |
| Eddie Shaw           | – Dr. Zepp           |
| Angelo Grisanti      | – Vito Grimaldi      |